# The Dayton Family
The Dayton Family é um grupo americano gangsta rap de Flint, Michigan. O grupo é composto por Ira Dorsey, Raheen Peterson, e Matt Hinkle (Bootleg, Shoestring, e Backstabba). O nome deriva da Família Dayton Street, uma das ruas mais cheias de crime em sua cidade natal. Em 1993, Ira Dorsey e Raheen Peterson se conheceram por meio de seus irmãos mais novos. Os dois começaram a escrever juntos, sob os nomes Bootleg e Shoestring, e criaram sua primeira canção, "Dope Dayton Ave". Matt Hinkle logo se juntou ao duo sob o nome Backstabba. O grupo começou a trabalhar com o produtor local, Steve Pitts e formaram The Family Dayton. Entre as sessões de estúdio, eles realizaram shows em clubes locais e rapidamente ganhar notoriedade dentro de Flint, Michigan. 
Nesse ano, o grupo lançou seu álbum de estréia "What's on My Mind ?" e foram destaque no álbum "Down South Hustlers: Bouncin 'e Swingin' " da No Limit Records, que obteve o reconhecimento em todo o sul dos Estados Unidos.

## Discografia

### Álbuns de estúdio
- 1995 – What's on My Mind?
- 1996 – F.B.I.
- 2002 – Welcome to the Dopehouse
- 2005 – Family Feud
- 2006 – Back on Dayton Ave.
- 2006 – Return to Dayton Ave.
- 2009 – The Return: The Right to Remain Silent
- 2011 – Psycho (EP)
- 2011 – Charges of Indictment